# Eno Quagraine
 (juillet 2022).
La mise en forme du texte ne suit pas les recommandations de Wikipédia : il faut le « wikifier ».
Les points d'amélioration suivants sont les cas les plus fréquents. Le détail des points à revoir est peut-être précisé sur la page de discussion.
- Les titres sont pré-formatés par le logiciel. Ils ne sont ni en capitales, ni en gras.
- Le texte ne doit pas être écrit en capitales (les noms de famille non plus), ni en gras, ni en italique, ni en « petit »…
- Le gras n'est utilisé que pour surligner le titre de l'article dans l'introduction, une seule fois.
- L'italique est rarement utilisé : mots en langue étrangère, titres d'œuvres, noms de bateaux, etc.
- Les citations ne sont pas en italique mais en corps de texte normal. Elles sont entourées par des guillemets français : « et ».
- Les listes à puces sont à éviter, des paragraphes rédigés étant largement préférés. Les tableaux sont à réserver à la présentation de données structurées (résultats, etc.).
- Les appels de note de bas de page (petits chiffres en exposant, introduits par l'outil «  Source ») sont à placer entre la fin de phrase et le point final[comme ça].
- Les liens internes (vers d'autres articles de Wikipédia) sont à choisir avec parcimonie. Créez des liens vers des articles approfondissant le sujet. Les termes génériques sans rapport avec le sujet sont à éviter, ainsi que les répétitions de liens vers un même terme.
- Les liens externes sont à placer uniquement dans une section « Liens externes », à la fin de l'article. Ces liens sont à choisir avec parcimonie suivant les règles définies. Si un lien sert de source à l'article, son insertion dans le texte est à faire par les notes de bas de page.
- La présentation des références doit suivre les conventions bibliographiques. Il est recommandé d'utiliser les modèles {{Ouvrage}}, {{Chapitre}}, {{Article}}, {{Lien web}} et/ou {{Bibliographie}}. Le mode d'édition visuel peut mettre en forme automatiquement les références.
- Insérer une infobox (cadre d'informations à droite) n'est pas obligatoire pour parachever la mise en page.

Pour une aide détaillée, merci de consulter Aide:Wikification.
Si vous pensez que ces points ont été résolus, vous pouvez retirer ce bandeau et améliorer la mise en forme d'un autre article.
 (juillet 2022).
 (juillet 2022).
Eno Quagraine (née Eno Asenso Okyere) est une animatrice de talk-show ghanéenne et une défenseure de la santé et du bien-être maternel. Elle est la fondatrice et PDG de Talkative Mom, la première application parentale et moteur de recherche du Ghana adaptée à la maternité,. Elle est l'hôte de The Talkative Mom Show qui est diffusé sur Mx24gh TV.

## Enfance et Formation
Eno est la fille de l'ancien vice-chancelier de l'Université du Ghana, le Dr. Kwadwo Asenso Okyere et de Mme Naana Asenso Okyere. Elle a fait ses études secondaires à la Holy Child School de Cape Coast. Elle est titulaire d'une Maîtrise en Marketing de l'école de Commerce de l'Université du Ghana.

## Carrière
Eno a lancé le blog Talkative Mom en 2017 après son expérience de l'accouchement,. Sur le blog, elle partage son expérience de la maternité, y compris son parcours de grossesse, son travail et sa parentalité. Sa vision de rendre les informations sur la santé maternelle facilement accessibles à toutes les femmes s'est encore élargie lorsqu'elle a lancé l'application Talkative Mom, la première application parentale du Ghana, le 1er février 2021. La création de l'application est née de son profond désir de s'assurer que les mères, les futures mères, et toute personne intéressée à acquérir des connaissances sur la maternité et la parentalité en général disposent d'un espace sûr et authentique pour acquérir des connaissances. L'application Talkative Mom abrite un espace de blog qui fournit des informations sur divers sujets liés à la santé maternelle, à l'accouchement, à la parentalité et au bien-être général. Certains des sujets présentés sur le blog concernent l'accouchement, les processus d'adoption au Ghana, les troubles du spectre autistique, la dyslexie, l'apprentissage des langues chez les enfants, les soins aux bébés prématurés, le sevrage du bébé et d'autres sujets éducatifs essentiels au bien-être de la mère et de l'enfant. En tant que défenseur de la santé et du bien-être maternels, Eno fournit également une liste de professionnels de la santé mentale agréés, de dentistes, de doulas, de gynécologues, de pédiatres, d'orthophonistes et d'autres ressources axées sur les solutions sur l'application Talkative Mom. L'application Talkative Mom est un pionnier de l'éducation à la santé maternelle au Ghana et sur tout le continent africain.
Eno a également participé à des allocutions sur la santé maternelle au Ghana. En mai 2021, elle faisait partie des panélistes qui ont partagé leurs idées sur une alimentation saine lors du lancement du produit Nutriday par Fanmilk Limited. Elle a également été panéliste lors de la célébration de la Journée mondiale de la santé bucco-dentaire 2022 au Ghana, organisée par le Ministère de l'Information, l'Association Dentaire du Ghana, Pepsodent et d'autres parties prenantes. Avec d'autres panélistes de l'Association dentaire du Ghana et d'Unilever Ghana, elle a discuté de divers obstacles à l'accès aux soins dentaires dans le pays et des mesures préventives pour réduire les problèmes dentaires graves auxquels les Ghanéens sont confrontés.
Eno Quagraine est l'hôte du Talkative Mom Show qui a été lancé sur Mx24gh TV le 10 octobre 2021. L'émission met en lumière les femmes qui ont un impact dans divers domaines de la vie et fournit une plate-forme pour les entreprises appartenant à des femmes.
Eno Quagraine est l'hôte du Talkative Mom Entrepreneurship Seminar, une initiative qui vise à encourager l'esprit d'entreprise des femmes et à fournir des conseils aux femmes entrepreneurs pour créer des entreprises solides et prospères tout en développant de bonnes habitudes financières vers la liberté financière. En mars 2022, elle a également lancé le Talkative Mom Investment Club en collaboration avec Axis Pension Trust pour offrir aux femmes et à toutes les personnes intéressées une avenue pour épargner en vue de leurs objectifs financiers à moyen et long terme. Le club d'investissement sert également de plate-forme pour fournir des services de conseil afin de permettre à ses membres de prendre de meilleures décisions financières.

## Vie privée
Eno est mariée à David Quagraine, l'architecte principal d'Absa Bank Ghana Limited. Ils ont deux fils.